# 佩雷瑟普基
51°14′15″N 33°55′29″E / 51.23750°N 33.92472°E
佩雷西普基（烏克蘭語：Пересипки）是位於烏克蘭東北部的村莊，由蘇梅州科諾托普區的普蒂夫利市鎮負責管轄。該村處於謝伊姆河右岸，分別距離濟諾韋2公里和恰普利希4.5公里，海拔高度133米，2001年人口92。